# بازیکن ۴۲۰
بازیکن۴۲۰ (به هندی: Khiladi 420)فیلمی محصول سال ۲۰۰۰ و به کارگردانی نیراج وورا است. در این فیلم بازیگرانی همچون آکشی کومار، ماهیما چودری، گلشن گروور، آلوک نات، آنتارا مالی، سودهانشو پاندی، موکش ریشی ایفای نقش کرده‌اند.این فیلم هفتمین قسمت از سری فیلم‌های بازیکن است.
به خاطر فیلم آقای ۴۲۰ معمولاً به افراد حقه‌باز در هند ۴۲۰ هم می‌گویند.